# Jacek Piotr Krawczyk
Jacek Piotr Krawczyk (ur. 15 lutego 1963 w Radomsku) – polski menedżer, wiceprzewodniczący Europejskiego Komitetu Ekonomiczno-Społecznego (2010–2013), wiceminister przemysłu i handlu (1991).

## Życiorys
Ukończył studia prawnicze na Uniwersytecie Warszawskim. Na początku lat 80. zaangażowany w działalność harcerską. W 1981 w Radomsku utworzył zastęp harcerski, który dał początek 4 Błękitnej Radomszczańskiej Drużynie Harcerzy. W 1991 pełnił funkcję sekretarza stanu w Ministerstwie Przemysłu i Handlu w rządzie Jana Krzysztofa Bieleckiego. Po odejściu z administracji publicznej zajął się działalnością w sektorze prywatnym. Do 2002 był kolejno wiceprezesem zarządów NICOM Consulting i Polskiego Banku Rozwoju, a następnie prezesem zarządów IB Austria Securities w Warszawie, Banku Współpracy Europejskiej i Optimusa. W późniejszych latach powoływany w skład rad nadzorczych spółek prawa handlowego. 
Związany z Konfederacją Lewiatan, w której został wiceprezesem zarządu. Od 2004 przedstawiciel tej organizacji w Europejskim Komitecie Ekonomiczno-Społecznym.
W latach 2010–2013 był wiceprzewodniczącym Europejskiego Komitetu Ekonomiczno-Społecznego odpowiedzialnym za budżet, w 2013 został przewodniczącym Grupy Pracodawców w ramach komitetu (pełnił tę funkcję do 2020).